# Lijst van rijksmonumenten in Huis ter Heide (Utrecht)
Huis ter Huide in de gemeente Zeist telt 9 inschrijvingen in het rijksmonumentenregister. Hieronder een overzicht.
| Object                                             | Oorspronkelijke functie?  | Bouwjaar                       | Architect                  | Locatie                   | Coördinaten?                 | Nr.?   | Afbeelding        |
| -------------------------------------------------- | ------------------------- | ------------------------------ | -------------------------- | ------------------------- | ---------------------------- | ------ | ----------------- |
| Blookerpark: theekoepel ("Het Keienhuisje")        | Tuin, park en plantsoen   | 1860, circa                    |                            | Ruysdaellaan, Blookerpark | 52° 6' 53" NB, 5° 15' 20" OL | 510192 | Meer afbeeldingen |
| Blookerpark: wandelpark                            | Tuin, park en plantsoen   | 1860                           | Hendrik Copijn             | Ruysdaellaan, Blookerpark | 52° 6' 53" NB, 5° 15' 20" OL | 510193 | Meer afbeeldingen |
| Blookerpark: zinken tuinbeeld van Ceres of Demeter | Tuin, park en plantsoen   | laatste helft 19e eeuw         |                            | Ruysdaellaan, Blookerpark | 52° 6' 53" NB, 5° 15' 20" OL | 510194 | Meer afbeeldingen |
| Rodichem                                           | Kasteel, buitenplaats     | 1912                           | F.A. Bodde                 | Park Rodichem 110-111-112 | 52° 7' 17" NB, 5° 15' 5" OL  | 510251 | Meer afbeeldingen |
| Beukbergen                                         | Kasteel, buitenplaats     | 1910                           | Gustav Cornelis Bremer     | Amersfoortseweg 59        | 52° 7' 1" NB, 5° 15' 58" OL  | 510258 | Meer afbeeldingen |
| Blindeninstituut                                   | Sociale zorg, liefdadigh. | 1910                           | C.B. Posthumus Meyjes      | Prins Alexanderweg 78     | 52° 6' 30" NB, 5° 15' 22" OL | 510272 | Meer afbeeldingen |
| Zandbergen: hoofdgebouw                            | Kasteel, buitenplaats     | 1754 (bouw) 1920 (uitbreiding) | J.W. Hanrath (uitbreiding) | Amersfoortseweg 18        | 52° 6' 45" NB, 5° 15' 26" OL | 511551 | Meer afbeeldingen |
| Zandbergen: historische tuin- en parkaanleg        | Tuin, park en plantsoen   | 1897                           | Hendrik Copijn             | Amersfoortseweg bij 18    | 52° 6' 41" NB, 5° 15' 27" OL | 511552 | Meer afbeeldingen |
| Zandbergen: ijskelder                              | Tuin, park en plantsoen   | ca.1900                        |                            | Amersfoortseweg bij 18    | 52° 6' 45" NB, 5° 15' 27" OL | 511553 | Meer afbeeldingen |